# Beginning and End of Knowing
Beginning and End of Knowing  ist ein Jazzalbum von Mike Nock und Laurence Pike. Die am 4. und 5. März 2015 im Rainbow Studio, Oslo entstandenen Aufnahmen erschienen 2015 auf dem australischen Label FWM Records.

## Hintergrund
Der neuseeländische Pianist Nock arbeitete mit 75 Jahren mit seinem früheren Schüler, dem eine Generation jüngeren Laurence Pike zusammen, einem australischen Schlagzeuger, zu dessen genreübergreifenden Projekten die elektronische Rockgruppe PVT sowie die Mitarbeit an der Musik von Jack Ladder und Sarah Blasko gehören. Zusammen nahmen Mike Nock und Laurence Pike zunächst das Album Kindred (FWM Records, 2012) auf. Drei Jahre später entstand Beginning and End of Knowing im Osloer Studio des renommierten Toningenieurs Jan Erik Kongshaug.
Die Idee zum Album entstand, als Laurence Pike die Möglichkeit bekam, sich einen besonderen Wunsch zu erfüllen. Schon lange wollte er nach Norwegen reisen, um bei Jan Erik Kongshaug in dessen Rainbow Studio ein Album aufzunehmen. Ein Stipendium ermöglichte ihm dies, und Nock wurde hierzu eingeladen. Während Two Out, eine weitere Duo-Aufnahme Nocks mit dem Saxophonisten Roger Manins (die ebenfalls 2015 erschienen war), auf bestehende Songstrukturen zurückgriff, war der Ansatz des vorliegenden Albums ziemlich anders, schrieb Jakob Baekgaard: Beginning and End of Knowing ist vollständig improvisiert.

## Titelliste
- Mike Nock, Laurence Pike: Beginning and End of Knowing ()[2]

1. Beginning And End of Knowing 4:20
2. Cloudless 2:59
3. Akerselva 4:17
4. 1000 Colours 2:54
5. The Mirror 5:04
6. Hydrangea 4:18
7. Glittering Age 3:48
8. Zerospeak 3:43
9. Ocean Back to Sky 4:59
10. Prospero 2:04
11. Southerly 4:44
12. In Closing 3:24

Die Kompositionen stammen von Mike Nock und Laurence Pike.

## Rezeption
Nach Ansicht von Jakob Baekgaard, der das Album in All About Jazz rezensierte, hätten Nock und Pike bewiesen, wie gut sie trotz oder gerade wegen des unterschiedlichen Alters zusammenarbeiten konnten. Ihr erstes gemeinsames Album, Kindred, war lyrischer und experimenteller Kammerjazz mit subtilem Einsatz von Elektronik. Das zweite Album setze diesen Weg fort, wobei Nock sowohl die perkussiven als auch die lyrischen Qualitäten seines Instruments einsetze. Das Titelstück beruhe auf der Spannung zwischen Pikes rauschendem Schlagzeug und der klassischen Schönheit von Nocks Klavierakkorden, die sich zu stakkato- und glockenartigen Mustern entwickelten. Die Stärke dieses Albums liege darin, wie Pike und Nock ihre Klänge atmen lassen. „Akkorde schwingen in der Luft, und die Textur des Instruments wird sanft erkundet,“ resümiert der Autor. Es sei Musik, die sowohl meditativ als auch in Bewegung ist.
Alessandro Manitto schrieb in Musica Jazz, drei Jahre nach der Aufnahme von Kindred entwickle das Duo Nock-Pike eine etwas andere Musik, gleichzeitig geheimnisvoller und kommunikativer. Das Album zeige mehr introspektive Hingabe und spontanere Kompositionen, die in freie Improvisation mündeten. In manchen Stücken zeige sich dies in der Wiederholung oder der spärlichen Abfolge von Akkorden, in anderen sogar durch musikalische Zeichen, die sich allein von der Klanggrundlage leicht abheben würden. So entstehe über den Details eine sowohl emotional als auch ästhetisch des aufmerksamen Hörens würdige Musik.